# Robert P. Casey
Robert Patrick "Bob" Casey, Sr. (9 de enero de 1932 - 30 de mayo de 2000) fue un político estadounidense de Pensilvania. Miembro del Partido Demócrata, fue el 42º Gobernador de Pensilvania de 1987 a 1995. Anteriormente fue senador estatal (1963-68) y Auditor General de Pennsylvania (1969-77).
Casey murió a la edad de 68 años de una enfermedad rara llamada amiloidosis en Scranton, Pennsylvania.